# الکساندار گئورگیف
الکساندار گئورگیف (بلغاری: Александър Георгиев؛ زادهٔ ۱۰ نوامبر ۱۹۹۷) بازیکن فوتبال اهل بلغارستان است.
از باشگاه‌هایی که در آن بازی کرده است می‌توان به باشگاه فوتبال لیتکس لووچ اشاره کرد.